# カヴァリア
カヴァリア（伊: Cavaglià）は、イタリア共和国ピエモンテ州ビエッラ県にある、人口約3,600人の基礎自治体（コムーネ）。

## 地理

### 位置・広がり
| 隣接するコムーネは以下の通り。括弧内のVCはヴェルチェッリ県所属を示す。 - アーリチェ・カステッロ (VC) - カリージオ (VC) - ドルツァーノ - ロッポロ - サルッソーラ - サンティア (VC) |

## 姉妹都市
- Montbazin、フランス 2013年